# Предыстория венгров

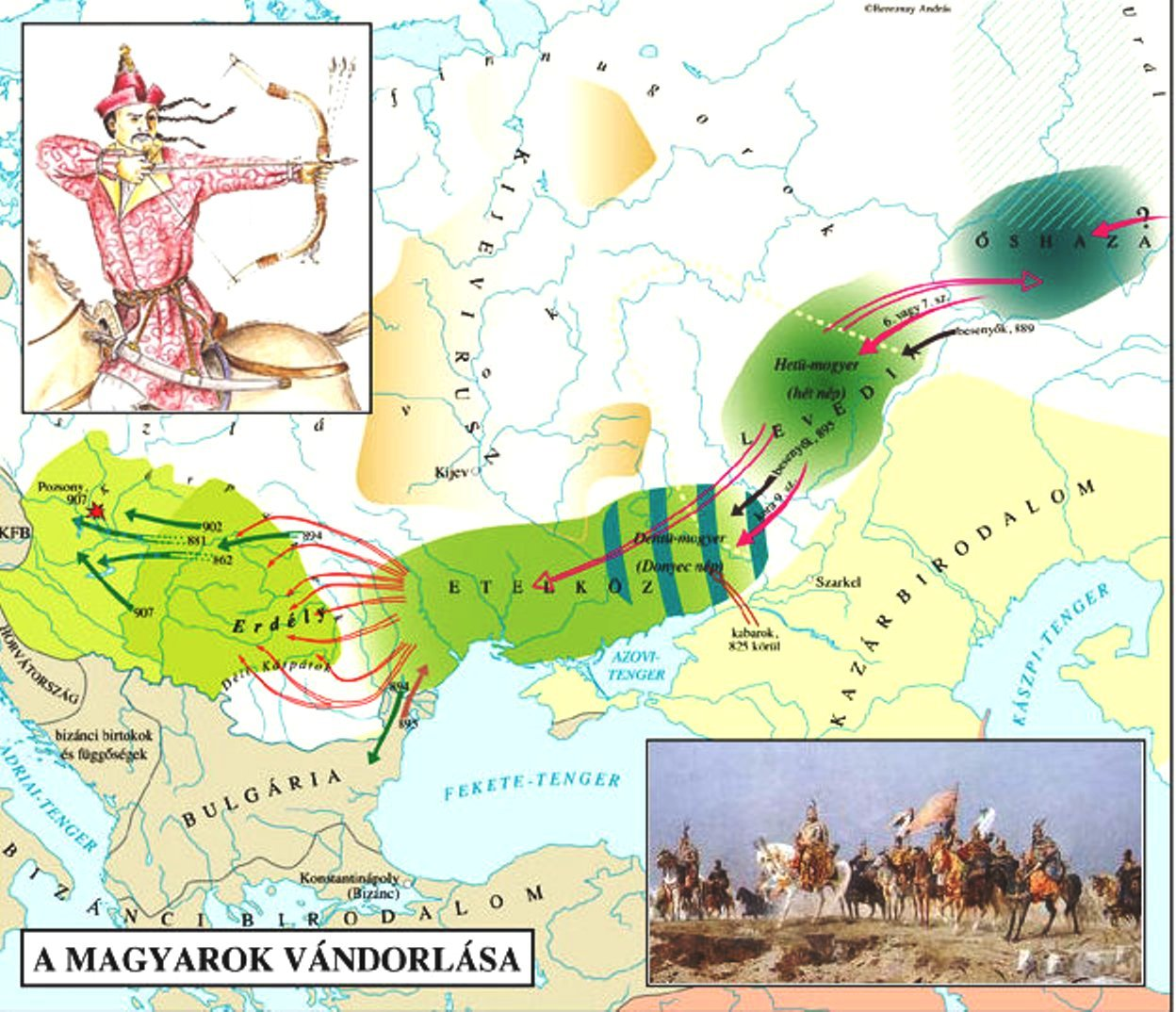
Историческая миграция венгров

Предыстория венгров — период в истории венгерского народа от обособления венгров от других угорских народов в 1000—500 году до н. э. до переселения их на территорию современной Венгрии в 896 году. Иногда этот период продлевают до коронации Иштвана I Святого.

## Происхождение венгров
Происхождение венгров и их первоначальная прародина остаются спорным вопросом из-за скудности письменных материалов и отсутствия привязки к археологическим культурам. До XIX века не было известно даже, к какой группе относится венгерский язык, однако, благодаря данным лингвистики стало известно, что родственными языками являются языки хантов и манси. Более поздние исследования лингвистического материала позволили доказать, что выделение венгерского языка из угорской языковой общности произошло не ранее 1000—500 годов до н. э. По одним данным, первоначально ханты и манси жили к западу от Урала и только в X—XII веках были вытеснены в Сибирь. По другим данным, предки хантов и манси продвинулись на север из Южного Зауралья. Эти факты позволяют поместить историческую прародину венгров в районах, прилегающих к Южному и Среднему Уралу. В пользу сего мнения также говорит тот небогатый материал о мифологии и жизненном укладе древних венгров, который свидетельствует о значительной роли коневодства.

## Венгры и Хазарский каганат
Основным письменным источником по предыстории венгров является трактат византийского императора Константина Багрянородного «Об управлении империей», отрывочные сведения содержатся также у других западноевропейских, византийских и персидских авторов. Впервые венгры упоминаются, как жители местности Леведия:
...народ турок имел древнее поселение близ Хазарии, в местности, называвшейся Леведия — по прозвищу их первого воеводы. Этот воевода прозывался личным именем Леведия, а по названию достоинства его именовали воеводой, как и прочих после него. Итак, в этой местности, уже названной Леведии, течёт река Хидмас, которая именуется также Хингилус. В те времена они не назывались турками, а именовались по неведомой причине савартами-асфалами. Турок было семь племен, но архонта над собой, своего ли или чужого, они никогда не имели; были же у них некие воеводы, из которых первым являлся вышеназванный Леведия. Они жили вместе с хазарами в течение трех лет, воюя в качестве союзников хазар во всех их войнах...
Положение региона Леведия вызывает споры, разные авторы помещают её в различные места от Волги до Днепра.

## Миграция под давлением печенегов и завоевание Паннонии

Миграция венгров, 893—902 годы

В IX веке началась военно-политическая экспансия Кыргызского каганата на запад. Кыргызские войска, преследуя остатки разбитых уйгуров, достигли Уральских гор, в состав их государства были включены степные и лесостепные юга Западной Сибири. Угорские племена степей Зауралья были подчинены енисейскими кыргызами, став их данниками (кыштымами). Пришельцы из Минусинской котловины стали причиной ухода древних угро-мадьярских племён из Приуралья. Об этом свидетельствуют кыргызские курганы «тюхтятской» культуры, обнаруженные на юге Челябинской области. Около 890 года под давлением хазар и огузов часть печенежских племен переправилась через Волгу и начала теснить кочевавших здесь венгров. В итоге венгры были вынуждены покинуть Леведию и откочевать на запад через Днепр.
В год 6406 (898). Шли угры мимо Киева горою, которая прозывается теперь Угорской, пришли к Днепру и стали вежами: ходили они так же, как теперь половцы. И, придя с востока, устремились через великие горы, которые прозвались Угорскими горами, и стали воевать с жившими там волохами и славянами...
По данным венгерской хроники «Gesta Hungarorum», князь Альмош разгромил неназванного русского князя (вероятно, Олега), осадил его в Киеве и согласился уйти только после того, как русы заплатили ему выкуп в 10 тыс. марок серебром.
Появление венгров на днепровском правобережье привело к конфликту с Болгарией. В это время болгарский царь Симеон вел войну с Византией, но несмотря на это, венгры были разбиты и были вынуждены продолжить движение на запад, за Карпаты — в Паннонию.
Около 895 года венгры, разгромив остатки Великоморавского государства, захватывают Паннонскую равнину.
Через некоторое время пачинакиты, напав на турок, изгнали их вместе с их архонтом Арпадом. Поэтому турки, блуждая в поисках земли для поселения, явившись, прогнали обитателей Великой Моравии и поселились в их земле, где и живут теперь турки по сей день.